# Jamie Campbell
Jamie Campbell (Birmingham, 21 ottobre 1972) è un ex calciatore inglese, di ruolo centrocampista.

## Carriera
Dopo aver giocato nel settore giovanile del Luton Town esordisce in prima squadra (e contestualmente tra i professionisti) con gli Hatters durante la stagione 1991-1992, che il club conclude con una retrocessione dalla prima alla seconda divisione, ed in cui Campbell gioca 11 partite di campionato. Nell'arco del biennio seguente segna invece un gol in complessive 25 partite di campionato giocate in seconda divisione, per poi trascorrere la stagione 1994-1995 prima in due diversi periodi in prestito, rispettivamente a Mansfield Town (3 presenze ed un gol in quarta divisione) e Cambridge Utd (12 presenze in terza divisione) e poi ai londinesi del Barnet, con cui rimane fino al 1997 per un totale complessivo di 67 presenze e 5 reti in quarta divisione.
Nel 1997 fa ritorno al Cambridge United, con cui trascorre un biennio giocando stabilmente da titolare (91 presenze e 6 gol) in quarta divisione, conquistando anche una promozione in terza divisione al termine della stagione 1998-1999; veste quindi la maglia del Brighton (23 presenze ed un gol) nella stagione 1999-2000, trascorsa sempre in quarta divisione, categoria in cui poi milita anche dal 2000 al 2002 con la maglia dell'Exeter City (58 presenze e 3 reti totali), per poi andare a giocare ai semiprofessionisti dello Stevenage, con cui conclude la stagione 2001-2002 (in cui perde anche una finale di FA Trophy) e dove rimane fino al 2003. Si ritira infine nel 2005, dopo aver giocato a livello semiprofessionistico anche con le maglie di Woking ed Havant & Waterlooville.

## Palmarès

### Club

#### Competizioni regionali
- Surrey Senior Cup: 1

Woking: 2003-2004